# Alfred Kihlberg
Knut Alfred Kihlberg, född 23 januari 1843 i Håtuna socken, död 24 januari 1912 i Täby församling, var en svensk godsägare och riksdagsledamot för Nya lantmannapartiet.
Kihlberg var godsägare i Täby, Stockholms län. Han var ledamot av riksdagens andra kammare, invald i Norunda och Örbyhus häraders valkrets i Uppsala län. 